# Adolfo Pérez Esquivel
Adolfo Maria Pérez Esquivel (ur. 26 listopada 1931 w Buenos Aires) – argentyński architekt i rzeźbiarz, obrońca praw człowieka, laureat pokojowej Nagrody Nobla.

## Życiorys
Stał na czele ruchu obrońców praw człowieka w rządzonej przez wojskowych Argentynie, m.in. Servicio Paz y Justicia (1974).
Aresztowany w 1977 przez rok przebywał w więzieniu.
Od 1986 był profesorem m.in. na Wydziale Architektury i Urbanistyki Universidad Nacional de La Plata, oraz w Escuela Nacional de Bellas Artes Manuel Belgrano, a także w Instituto del Profesorado de Azul.
Był autorem wielu prac artystycznych, murali. W 1992 r. wykonał Latynoamerykańską Drogę Krzyżową, upamiętniającą 500 rocznicę odkrycia i ewangelizacji Ameryk.

## Nagrody
W 1980 został uhonorowany pokojową Nagrodą Nobla za zaangażowanie w obronę praw człowieka w Ameryce Łacińskiej.